# Brandur Enni

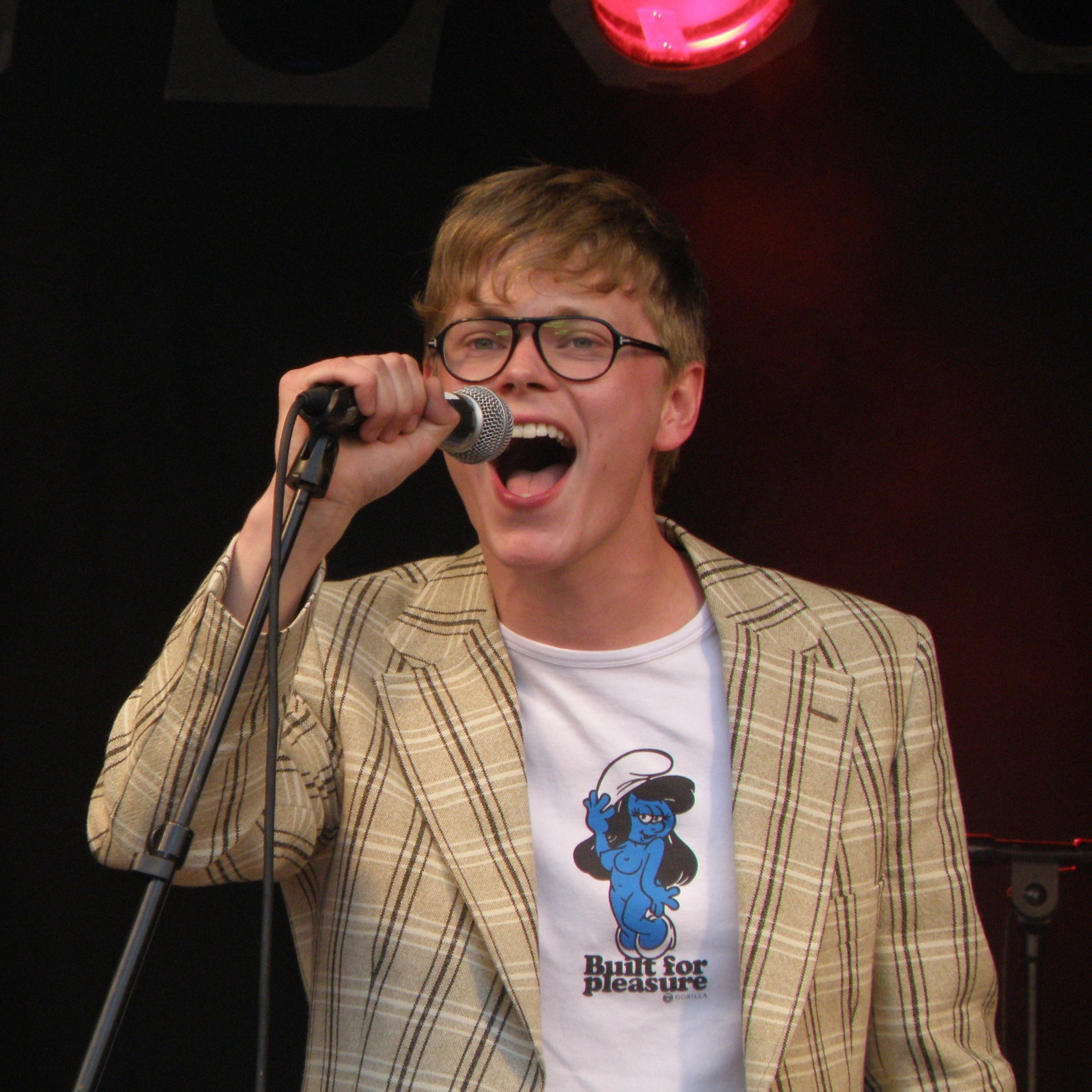
Brandur Enni, 2009

Brandur Helgason Enni (* 15. April 1989 in Tvøroyri, Färöer) ist ein färöischer Popsänger.

## Biografie
Brandur Enni gehörte mit neun Jahren bereits einer Band an. 2002 veröffentlichte er im Alter von 14 Jahren mit Waiting in the Moonlight sein erstes Soloalbum, das in seiner Heimat ein Bestselleralbum wurde. Das Debütlied gleichen Namens wurde von Lena Anderssen und Niclas Johannessen geschrieben.
Nach einer Färöer- und Islandtournee sowie Fernsehauftritten erschien 2003 sein zweites Soloalbum, Brandur; es folgte eine Dänemarktournee. Bei einem Fußballspiel in Tórshavn zwischen Färöer und Deutschland am 11. Juni 2003 sang er beide Nationalhymnen. 2006 zog er nach Schweden, um für zwei Jahre an der Musikakademie „Musikmakarna“ zu studieren. Er schloss Verträge mit  den Musikgesellschaften „Lionheart“, die weltweit tätig ist, und „Air Chrysalis of Scandinavia“. Er singt auf Englisch sowie auf Färöisch.
In Schweden arbeitete er bereits mit einer Reihe der dortigen Künstler zusammen, so mit Lasse Andersson (er schrieb Texte für Joe Cocker), mit Songwritern, die für Céline Dion und Gavin DeGraw texteten, für Westlife (Carl Falk), ebenso mit Barak Levi. Zu seiner Band gehören auch drei seiner Mitstudenten an der Musikmakarna. Am Melodifestivalen 2008, der schwedischen Vorentscheidung für den Eurovision Song Contest 2008, nahm er  mit dem Titel Lullaby von Henrik Winkström (Musik) und Kristian Lagerstrøm (Text) teil, gewann aber nicht.

## Diskografie
- 1998: Mánadags Mortan, Tutl Records
- 2000: Kular Røtur, Pegasus
- 2002: Waiting in the Moonlight, Pegasus,
- 2002: Perfect Summer, Pegasus, Single
- 2003: Still Friends, Single (mit Jóhanna Guðrún)
- 2003: BRANDUR, Album
- 2008: Lullaby, M&L, Single
- 2008: Lifelong Lovesong, Lionheart International, Single
- 2009: Sometime Truth Needs a Lie, Lionheart International, Single
- 2014: Funerals and Celebrations, Album, Tutl